# Plantarflexion

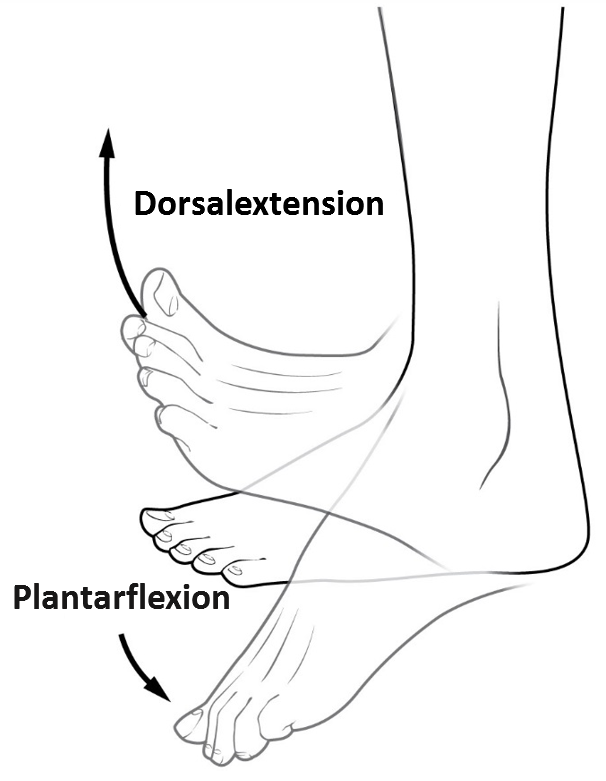
Plantarflexion und Dorsalextension des menschlichen Fußes

Plantarflexion (von lateinisch planta ‚Fußsohle‘, lateinisch flexio ‚Biegung, Krümmung‘) ist die gelegentlich verwendete, anatomisch-funktionelle Bezeichnung für die Bewegung des Fußes im Sprunggelenk in Richtung Fußsohle. Sie entspricht im Wesentlichen der Bewegung des Fußes beim „Gasgeben“ während des Autofahrens.
Obwohl diese Bewegungsrichtung aufgrund der rechtwinkligen Position des Fußes zum Unterschenkel mehr eine Streckung zu sein scheint, werden die Begriffe Extension und Flexion am Fuß entsprechend den am Handgelenk definierten Richtungen verwendet, die wiederum den Bewegungen der Finger nachempfunden sind (Extension = Streckung: Bewegung der Finger oder der Hand in Richtung Handrücken; Flexion = Beugung: Bewegung in Richtung der Handfläche). Um Missverständnisse zu vermeiden, wird daher bei der Flexion des Fußes üblicherweise noch der Wortteil „Plantar“- (zur Fußsohle hin) vorangestellt, bei Extension der Wortteil „Dorsal-“ (zum Fußrücken hin).
Insbesondere bei den Bewegungen des oberen Sprunggelenks wird die Extension oft als „Beugung“ oder „Abknicken“ bezeichnet, weil die „Streckung“ mit dem „Ausstrecken“ des Beines assoziiert wird, was jedoch nicht der anatomisch korrekten Benennung entspricht.
Die Beugung der Zehen wird in der Regel nur als Flexion bezeichnet; hier wäre aber die Bezeichnung Plantarflexion ebenfalls anatomisch korrekt.

## Bewegungseinschränkungen
Durch Verletzungen des Fußes oder eine chronische Überlastung des oberen Sprunggelenks kann es zu einem Impingement mit eingeschränktem Bewegungsumfang bei der Dorsal- oder Plantarflexion kommen. Bei einem Trauma, bei dem es zu einer extremen Plantarflexion kommt, kann sich eine Luxatio posterior im Oberen Sprunggelenk ergeben, mit einer begleitenden Ruptur des Kapselbandapparates oder mit einem Abbruch der Tibia-Hinterkante.
Bei einer Extensionskontraktur des Sprunggelenks, die beispielsweise aus einer langfristigen Ruhigstellung des oberen Sprunggelenks in einer Dorsalextensionsstellung entstehen kann, lässt sich der Fuß weder aktiv noch passiv in die Plantarflexion überführen. Beim Gehen fehlt das Abrollen des Fußes, vor allem die Zehenabstoßphase, und es ergibt sich vor allem für das Treppabsteigen und das Bergabgehen ein unharmonisches Gangbild. Besteht der Zustand erst kurze Zeit, kann eine konservative Therapie ausreichen. Narbige Adhäsionen der Sehnen nach länger anhaltender Verkürzung der Fuß- und Zehenstrecker lassen sich operativ lösen.
Beim Spitzfuß hingegen ist der Fuß dauerhaft in einer Plantarflexion fixiert.
Eine eingeschränkte Dorsalextension bringt mechanische und funktionelle Nachteile mit sich.